# Sönke Wortmann
Sönke Wortmann, född 25 augusti 1959 i Marl, Nordrhein-Westfalen, är en tysk filmregissör, manusförfattare och skådespelare.

## Utmärkelser
Wortmann har bland annat vunnit Tyska filmpriset 1992 för Kleine Haie.

## Filmografi i urval
- 1992 – Ett lejon bland kvinnor (regi)
- 1992 – Kleine Haie (manus och regi)
- 1994 – Den åtråvärde mannen (manus och regi)
- 1996 – Das Superweib (regi)
- 2001 – The Hollywood Sign (regi)
- 2003 – Das Wunder von Bern (manus och regi)
- 2009 – Påven Johanna (regi)
- 2015 – Frau Müller muss weg! (regi)
- 2017 – Charité (TV-serie) (regi)
- 2021 – Contra (regi)